# Laugardalur (Reykjavík)
Laugardalur (Isländische Aussprache: [ˈlœiːɣarˌtaːlʏr̥]) ist ein Stadtbezirk von Reykjavík, der isländischen Hauptstadt.
Der Laugardalur liegt östlich des Stadtzentrums und dessen gleichnamiger Park bietet verschiedene Freizeiteinrichtungen, darunter das Nationalstadion Laugardalsvöllur und der Botanische Garten. Der Name bedeutet „Tal der heißen Quellen“; dort wurde bis in die 1930er Jahre Wäsche in geothermischen heißen Quellen gewaschen.